# Hạt Đại diện Tông tòa Nam Ả Rập
Hạt Đại diện Tông tòa Nam Ả Rập (tiếng Ả Rập: النيابة الرسولية من جنوب الجزيرة العربية; tiếng Latinh: Vicariatus Apostolicus Arabiæ Meridionalis) là một Hạt Đại diện Tông tòa của Giáo hội Công giáo Rôma, quản lí vùng Oman, Các Tiểu vương quốc Ả Rập Thống nhất và Yemen.
Đại diện Tông tòa hiện tại là Paolo Martinelli thuộc Dòng Anh Em Hèn Mọn Capuchin.
Hạt Đại diện Tông tòa được thành lập vào năm 1888 dưới tên Hạt Đại diện Tông tòa Aden và đổi tên thành như hiện tại vào năm 2011. Tòa giám mục của Hạt Đại diện Tông tòa nằm tại Nhà thờ chính tòa Thánh Giuse ở Abu Dhabi.

## Lịch sử
Lãnh thổ của Hạt Đại diện Tông tòa ban đầu nằm trong Hạt Đại diện Tông tòa Galla, và đã được tách ra thành một Hạt Phủ doãn Tông tòa bởi Giáo hoàng Piô IX vào ngày 21/1/1875. Vào ngày 25/4/1888, Giáo hoàng Lêô XIII thành lập Hạt Đại diện Tông tòa Aden, với tòa giám mục nằm tại Yemen. Vào ngày 28/6/1889, tên đã được đổi thành Hạt Đại diện Tông tòa Ả Rập, quản lí các quốc gia nằm trên bán đảo Ả Rập và các vùng lân cận: Bahrain, Oman, Ả Rập Saudi, Qatar, Các Tiểu vương quốc Ả Rập Thống nhất, Somalia và Yemen.
Vào ngày 29/6/1953, Hạt Đại diện Tông tòa Kuwait (sau này trở thành Hạt Đại diện Tông tòa Bắc Ả Rập) được tách ra từ Hạt Đại diện Tông tòa. Năm 1973, tòa giám mục của Hạt Đại diện Tông tòa được chuyển từ Aden đến Nhà thờ chính tòa Thánh Giuse ở Abu Dhabi. Năm 2011, vùng quản lí của Hạt Đại diện Tông tòa giảm xuống chỉ còn vùng Oman, Các Tiểu vương quốc Ả Rập Thống nhất và Yemen.
Từ năm 1916, Hạt Đại diện Tông tòa đã nằm dưới sự quản lí của Dòng Capuchin có nguồn gốc tại Firenze.

## Lãnh đạo Hạt Đại diện Tông tòa

### Đại diện Tông tòa Ả Rập
1. Louis-Callixte Lasserre, OFM Cap. (1888 – 4/1900)
2. Bênađô Thomas Edward Clark, OFM Cap. (21/3/1902 – 18/6/1910)
3. Raphaen Filippo Presutti, OFM Cap. (13/9/1910 – 1915)
4. Evangelista Latino Enrico Vanni, OFM Cap. (15/4/1916 – 1925)
5. Pacifico Tiziano Micheloni, OFM Cap. (25/4/1933 – 6/7/1936)
6. Giovanni Battista Tirinanzi, OFM Cap. (2/7/1937 – 27/1/1949)[11]
7. Irzio Luigi Magliacani, OFM Cap. (25/12/1949 – 1969)
8. Gioan Bernardo Gremoli, OFM Cap. (2/10/1975 – 21/3/2005)
9. Paul Hinder, OFM Cap. (21/3/2005 – 31/5/2011) [12]

### Đại diện Tông tòa Nam Ả Rập
1. Paul Hinder, OFM Cap. (31/5/2011 – 1/5/2022)[13]
2. Paolo Martinelli, OFM Cap. (1/5/2022 – hiện tại)